# Sclerodermus
Sclerodermus (лат.) (от др.-греч. σκληρο- + -δερμος «жесткокожий») — род мелких ос из семейства Bethylidae.

## Распространение
Всесветное. Для СССР указывалось около 5 видов.
По данным каталога перепончатокрылых России (2017) в мире более 70 видов, в Палеарктике 26, в России 1 вид.

## Описание
Мелкие осы длиной 1,5—6 мм. Имеют 4 морфологические формы самок и самцов с крыльями и бескрылых. Максиллярные щупики 5-члениковые, лабиальные из 3 члеников, мандибулы с 2 апикальными зубцами и 1-3 мелкими базальными.
Бескрылые и микроптерные формы можно отделить от других родов Scleroderminae по сочетанию следующих признаков: антенна с 11 члениками жгутиками, голова шаровидная или почти такая, глаз присутствует и плоский, медиальная лопасть наличника сильно наклонена в переднем виде и глубоко отделена от боковых лопастей, а первое брюшное дыхальце круглое и расположено латерально; отсутствуют оцеллии. У бескрылых форм мезонотум не разделён на переднемезоскутум и мезоскутеллум, но у микроптерных он разделён. У макроптерных особей имеются дополнительные признаки, такие как тонкая птеростигма переднего крыла и жилки Sc+R, M+Cu и Rs&M; наличие оцеллий. Большинство видов диморфны: макроптерные самцы и аптерные самки.

## Биология
Паразитоиды личинок жуков-усачей и других обитающих в древесине жуков. Обнаружены зачатки общественного образа жизни (самка остаётся с потомством, заботится о нём, ухаживает, облизывает своих личинок). Среди жертв, кроме жуков-усачей, представители семейств златки (Buprestidae), точильщики (Anobiidae), капюшонники (Bostrychidae), древогрызы (Lyctidae). Многие виды Южной Америки были обнаружены в ассоциации с муравьями. Например, оса Sclerodermus iridomyrmicicola Bruch найдена вместе с аргентинским муравьём (Iridomyrmex humilis), Sclerodermus formicarius Kieffer вместе с огненным муравьём Solenopsis saevissima, а вид Sclerodermus galapagense Brues вместе с муравьями Prenolepis fulva.

### Ужаления
Ужаления людей видами Sclerodermus были описаны во многих странах и регионах, на Балканах, в Китае, Конго, Франции, Италии, Греции, Испании, Швейцарии, Японии, Северной Африке, Сьерра-Леоне. Наиболее типичным симптомом укуса Sclerodermus является немедленное, интенсивное и постоянное болезненное ощущение, иногда связанное с чувством жжения. Предполагается, что причина, по которой обычно находят этих плоских ос в помещениях, заключается в том, что существует множество материалов, в которых могут обитать хозяева (личинки, питающиеся древесиной, и их куколочные стадии) этих ос.

## Систематика
Более 80 видов, большинство в Старом Свете. Относятся к отдельному подсемейству Scleroderminae (ранее к подсемейству Epyrinae).
Авторство первого описания долгое время было дискуссионным. Однако, в 2021 году было показано, что автором первого описания всё-таки является Пьер Андре Латрей. В 1809 году он упомянул имя «Sclerodermus Klug», но не дал описание, так как он считал его младшим синонимом рода Methoca. Первое валидное описание рода было дано лишь в 1810 году, поэтому авторство должно быть Sclerodermus  Latreille, 1810 (not 1809). Типовым видом он указал «Sclerodermus domesticus Klug», так как полагал что немецкий энтомологом Иоганн Кристоф Фридрих Клуг делал описание, а это оказалось не так. И поэтому типовой вид должен именоваться Sclerodermus domesticus Latreille, 1809 (not Klug).

### Виды Старого Света
- Sclerodermus abdominalis Westwood, 1839 — Европа (Италия, Франция)[13]
- Sclerodermus brevicornis  Kieffer, 1906
- Sclerodermus cereicollis  Kieffer, 1904
- Sclerodermus domesticus Latreille, 1809 (not Klug) — Европа, Северная Африка, Азия[14]
- Sclerodermus formiciformis Westwood, 1839 — Европа (Германия)[15]
- Sclerodermus kuschelianus  (Ogloblin, 1953) (=Lepidosternopsis kuscheliana)
- Sclerodermus monju  Terayama, 2006 — Япония[16]
- Sclerodermus ogasawarensis  Terayama, 2006 — Япония
- Sclerodermus undulatus  (Krombein, 1996) — Шри-Ланка (=Discleroderma undulatum)[17]
- Sclerodermus yakushimensis  Terayama, 1999 — Япония[18]
- Другие виды

### Виды Америки
- Sclerodermus carolinense (Ashmead), 1893 — США (=Sclerodermus virginiensis Ashmead, 1893)
- Sclerodermus chicomendesi Azevedo et Colombo, 2022 — Бразилия
- Sclerodermus formicarius  Kieffer, 1921 — Аргентина
- Sclerodermus galapagensis  Brues, 1919 — James Island, Галапагосские острова
- Sclerodermus iridomyrmicicola  Bruch 1917 — Аргентина
- Sclerodermus macrogaster  (Ashmead), 1887 — США
- Sclerodermus soror  Westwood, 1881 — Мексика, Вест-Индия
- Sclerodermus spilonotum  Evans, 1968 — Бразилия
- Sclerodermus wilsoni  Evans, 1964 — Куба, Южная Америка[3]